# Петровский, Мемнон Петрович
Ме́мнон Петро́вич Петро́вский (29 января 1833 — 13 апреля 1912) — российский учёный-славист, член-корреспондент Петербургской Академии наук по Отделению русского языка и словесности (1895), член Чешской академии наук.

## Биография
Мемнон Петрович Петровский родился в городе Васильсурске Нижегородской губернии в семье помещика. Получил домашнее образование, потом учился в Нижнем Новгороде в Александровском институте. Окончил Казанский университет, работал в Казани в 1-й гимназии преподавателем латыни. После защиты магистерской диссертации начал работать в университете по кафедре истории и литературы славянских наречий. В 1861—1863 годах совершил поездку по славянским странам. По возвращении в университет читал курсы лекций по славянским древностям, языкам и литературам. В 1875 году ему была присвоена ученая степень доктора славянской филологии honoris causa Преподавательскую деятельность прекратил в 1885 году, но продолжал заниматься научной работой. Он также издавал и редактировал ряд памятников славянской литературы, переводил стихи славянских поэтов из других стран. Издал двухтомный труд «Славянская диалектология». Был избран членом-корреспондентом Петербургской Академии наук и почётным членом Чешской Академии наук.
За свою жизнь собрал большую коллекцию старинных книг, рукописей и писем писателей, которая в настоящее время хранится в Казанском университете. Его сын Нестор Мемнонович продолжил дело отца.
Скончался в Казани.

## Труды
- Славянская диалектология.
- Отчет о путешествии по славянским землям (1862)
- Образцы живой славянской речи (1864)
- Материалы для славянской диалектологии (1866)

### Переводы
- Падение Перуна : Легенда из русской истории [в стихах] : Пер. с чеш. / К. Гавличек. — Прага : О. Иванов, 1900. — 55 с.[1]